# Tillandsia eistetteri
Tillandsia eistetteri là một loài thuộc chi Tillandsia. Đây là loài đặc hữu của México.